# Coppa di Francia 2019-2020
La Coppa di Francia 2019-2020 è stata la 103ª edizione della Coppa di Francia. La finale, originariamente prevista il 25 aprile 2020, è stata posticipata al 24 luglio 2020, a causa della pandemia di COVID-19, allo Stade de France di Saint-Denis.
Il Paris Saint-Germain ha vinto il trofeo per la tredicesima volta nella sua storia, sconfiggendo in finale il Saint-Étienne con il gol decisivo di Neymar.
Essendo il Paris Saint-Germain qualificato alla UEFA Champions League 2020-2021, il posto in UEFA Europa League 2020-2021 è stato attribuito alla quinta classificata in Ligue 1 2019-2020.

## Regolamento
La manifestazione sarà costituita da tredici turni, oltre alla finale, tutti ad eliminazione diretta.
Ai primi due turni, denominati Qualificazioni regionali, prenderanno parte le formazioni dilettantistiche inferiori alla quarta divisione. Al terzo turno entreranno le squadre del CFA 2, quelle del CFA al quarto e quelle del Championnat National al quinto. Al settimo turno saranno ammesse le formazioni militanti in Ligue 2 e le sette squadre d'oltremare.
La fase finale prenderà il via con i trentaduesimi di finale, corrispondenti al nono turno, dove entreranno in scena le venti squadre di Ligue 1.

## Calendario
| Turno                   | Data                        | Partite | Squadre     | Squadre entrate | Campionati entranti             |
| ----------------------- | --------------------------- | ------- | ----------- | --------------- | ------------------------------- |
| Primo turno             | Date regionali              | 2755    | 5510 → 2755 | 5510            | Divisioni regionali             |
| Secondo turno           | Date regionali              | 1800    | 3600 → 1800 | 845             | Divisioni regionali             |
| Terzo turno             |                             | 1073    | 2146 → 1073 | 346             | •CFA 2                          |
| Quarto turno            |                             | 562     | 1124 → 562  | 51              | •CFA                            |
| Quinto turno            |                             | 290     | 580 → 290   | 18              | •Championnat National           |
| Sesto turno             |                             | 145     | 290 → 145   |                 |                                 |
| Settimo turno           | 17 novembre 2019            | 88      | 176 → 88    | 31              | •Ligue 2 •Divisione d'oltremare |
| Ottavo turno            | 8 dicembre 2019             | 44      | 88 → 44     |                 |                                 |
| Trentaduesimi di finale | 3-4-5-6 gennaio 2020        | 32      | 64 → 32     | 20              | •Ligue 1                        |
| Sedicesimi di finale    | 16-17-18-19-20 gennaio 2020 | 16      | 32 → 16     |                 |                                 |
| Ottavi di finale        | 28-29-30 gennaio 2020       | 8       | 16 → 8      |                 |                                 |
| Quarti di finale        | 11-12-13 febbraio 2020      | 4       | 8 → 4       |                 |                                 |
| Semifinali              | 4-5 marzo 2020              | 2       | 4 → 2       |                 |                                 |
| Finale                  | 24 luglio 2020              | 1       | 2 → 1       |                 |                                 |

## Fase finale

### Trentaduesimi di finale
| Squadra 1                        | Risultato       | Squadra 2           |
| -------------------------------- | --------------- | ------------------- |
| 3 gennaio 2020                   |                 |                     |
| Bordeaux                         | 2 - 0           | Le Mans             |
| 4 gennaio 2020                   |                 |                     |
| Fabrègues                        | 0 - 2           | Paris FC            |
| Versailles                       | 1 - 2           | Granville           |
| Aviron Bayonnais                 | 0 - 2           | Nantes              |
| Guichen                          | 1 - 2           | Caen                |
| Niort                            | 1 - 2           | Saint-Pierroise     |
| Monaco                           | 2 - 1           | Stade Reims         |
| Stade portelois                  | 1 - 4           | Strasburgo          |
| Tours                            | 2 - 2 (2-4 dtr) | Nîmes               |
| Stade Briochin                   | 1 - 1 (3-4 dtr) | Gonfreville         |
| Athlético Aix Marseille Provence | 2 - 1           | Rodez               |
| St-Pryvé St-Hilarie              | 1 - 0           | Tolosa              |
| Rennes                           | 0 - 0 (5-4 dtr) | Amiens              |
| Sable/Sarthe                     | 2 - 2 (2-4 dtr) | Pau                 |
| Belfort                          | 3 - 0           | Montceau Bourgogne  |
| Red Star                         | 2 - 1           | Chambly             |
| Angoulême                        | 3 - 1           | Challans            |
| Bourg-en-Bresse                  | 0 - 7           | Olympique Lione     |
| 5 gennaio 2020                   |                 |                     |
| Trélissac                        | 1 - 1 (2-4 dtr) | Olympique Marsiglia |
| Raon-l'Étape                     | 2 - 3           | Lilla               |
| Bastia-Borgo                     | 0 - 3           | Saint-Étienne       |
| Lorient                          | 2 - 1 (dts)     | Brest               |
| Reims Sainte-Anne Châtillons     | 0 - 1           | Montpellier         |
| Nizza                            | 2 - 0           | Fréjus              |
| Limonest Saint-Didier            | 1 - 1 (3-1 dtr) | Le Puy              |
| Entente SSG                      | 0 - 1           | Épinal              |
| Hombourg-Haut                    | 0 - 3           | Prix-lès-Mézières   |
| Valenciennes                     | 1 - 2           | Digione             |
| Dieppe                           | 1 - 3           | Angers              |
| Olympique Grande-Synthe          | 0 - 1           | Nancy               |
| Linas-Montlhéry                  | 0 - 6           | Paris Saint-Germain |
| 6 gennaio 2020                   |                 |                     |
| Rouen                            | 3 - 0           | Metz                |

### Sedicesimi di finale
| Squadra 1                        | Risultato   | Squadra 2             |
| -------------------------------- | ----------- | --------------------- |
| 16 gennaio 2020                  |             |                       |
| Pau                              | 3 - 2 (dts) | Bordeaux              |
| 17 gennaio 2020                  |             |                       |
| Granville                        | 0 - 3       | Olympique Marsiglia   |
| 18 gennaio 2020                  |             |                       |
| Épinal                           | 1 - 0 (dts) | Saint-Pierroise       |
| Nizza                            | 2 - 1       | Red Star              |
| Prix-lès-Mézières                | 0 - 1       | Limonest Saint-Didier |
| Gonfreville                      | 0 - 2       | Lilla                 |
| Belfort                          | 3 - 1       | Nancy                 |
| Paris FC                         | 2 - 3       | Saint-Étienne         |
| Angoulême                        | 1 - 5       | Strasburgo            |
| Nantes                           | 3 - 4       | Olympique Lione       |
| 19 gennaio 2020                  |             |                       |
| Rouen                            | 1 - 4       | Angers                |
| Athlético Aix Marseille Provence | 0 - 2       | Rennes                |
| Montpellier                      | 5 - 0       | Caen                  |
| Digione                          | 5 - 0       | Nîmes                 |
| Lorient                          | 0 - 1       | Paris Saint-Germain   |
| 20 gennaio 2020                  |             |                       |
| St-Pryvé St-Hilarie              | 1 - 3       | Monaco                |

### Ottavi di finale
| Squadra 1             | Risultato       | Squadra 2           |
| --------------------- | --------------- | ------------------- |
| 28 gennaio 2020       |                 |                     |
| Belfort               | 0 - 0 (5-4 dtr) | Montpellier         |
| Angers                | 4 - 5 (dts)     | Rennes              |
| Limonest Saint-Didier | 1 - 2 (dts)     | Digione             |
| Monaco                | 0 - 1           | Saint-Étienne       |
| 29 gennaio 2020       |                 |                     |
| Pau                   | 0 - 2           | Paris Saint-Germain |
| Épinal                | 2 - 1           | Lilla               |
| Olympique Marsiglia   | 3 - 1           | Strasburgo          |
| 30 gennaio 2020       |                 |                     |
| Nizza                 | 1 - 2           | Olympique Lione     |

### Quarti di finale
| Squadra 1        | Risultato | Squadra 2           |
| ---------------- | --------- | ------------------- |
| 11 febbraio 2020 |           |                     |
| Belfort          | 0 - 3     | Rennes              |
| 12 febbraio 2020 |           |                     |
| Digione          | 1 - 6     | Paris Saint-Germain |
| Olympique Lione  | 1 - 0     | Olympique Marsiglia |
| 13 febbraio 2020 |           |                     |
| Épinal           | 1 - 2     | Saint-Étienne       |

### Semifinali
| Squadra 1       | Risultato | Squadra 2           |
| --------------- | --------- | ------------------- |
| 4 marzo 2020    |           |                     |
| Olympique Lione | 1 - 5     | Paris Saint-Germain |
| 5 marzo 2020    |           |                     |
| Saint-Étienne   | 2 - 1     | Rennes              |

### Finale
| Arbitro: | Delerue |

|            |           |  |
| Neymar 14’ | Marcatori |  |

| Paris Saint-Germain | Saint-Étienne |

|                 |    |                          |     |     |
|                 |    |                          |     |     |
| P               | 1  | Keylor Navas             |     |     |
| D               | 4  | Thilo Kehrer             |     | 20’ |
| D               | 2  | Thiago Silva             |     |     |
| D               | 5  | Marquinhos               | 35’ |     |
| D               | 25 | Mitchel Bakker           | 29’ |     |
| C               | 11 | Ángel Di María           |     |     |
| C               | 8  | Leandro Paredes          | 29’ | 75’ |
| C               | 27 | Idrissa Gueye            |     |     |
| C               | 10 | Neymar                   |     |     |
| A               | 18 | Mauro Icardi             |     |     |
| A               | 7  | Kylian Mbappé 33’        |     |     |
| A disposizione: |    |                          |     |     |
| P               | 16 | Sergio Rico              |     |     |
| D               | 3  | Presnel Kimpembe         |     |     |
| D               | 20 | Layvin Kurzawa           |     |     |
| D               | 31 | Colin Dagba              |     | 20’ |
| C               | 6  | Marco Verratti           | 31’ | 75’ |
| C               | 19 | Pablo Sarabia            |     | 33’ |
| C               | 21 | Ander Herrera            |     |     |
| C               | 23 | Julian Draxler           |     |     |
| A               | 17 | Eric Maxim Choupo-Moting |     |     |
| Allenatore:     |    |                          |     |     |
| Thomas Tuchel   |    |                          |     |     |

| P               | 30 | Jessy Moulin           | 28’ |     |
| D               | 26 | Mathieu Debuchy        |     | 83’ |
| D               | 3  | Wesley Fofana          | 90’ |     |
| D               | 24 | Loïc Perrin            | 30’ |     |
| D               | 5  | Timothée Kolodziejczak |     |     |
| C               | 8  | Mahdi Camara           | 37’ | 46’ |
| C               | 6  | Yann M'Vila            | 51’ |     |
| C               | 27 | Yvann Maçon            | 2’  | 34’ |
| C               | 7  | Ryad Boudebouz         |     | 75’ |
| C               | 20 | Denis Bouanga          |     |     |
| A               | 21 | Romain Hamouma         | 29’ | 46’ |
| A disposizione: |    |                        |     |     |
| P               | 40 | Stefan Bajic           |     |     |
| D               | 2  | Harold Moukoudi        |     | 34’ |
| C               | 19 | Yvan Neyou             |     | 46’ |
| C               | 33 | Maxence Rivera         |     |     |
| C               | 37 | Aïmen Moueffek         |     |     |
| A               | 10 | Wahbi Khazri           |     | 46’ |
| A               | 14 | Jean-Philippe Krasso   |     | 83’ |
| A               | 18 | Arnaud Nordin          |     | 75’ |
| A               | 29 | Charles Abi            |     |     |
| Allenatore:     |    |                        |     |     |
| Claude Puel     |    |                        |     |     |

## Statistiche

### Classifica marcatori
| Gol | Rigori |  | Giocatore            | Squadra                      |
| --- | ------ |  | -------------------- | ---------------------------- |
| 7   |        |  | Pablo Sarabia        | Paris Saint-Germain          |
| 4   |        |  | Moussa Dembélé       | Olympique Lione              |
| 4   |        |  | Keita                | Monaco                       |
| 4   | 1      |  | Jean-Philippe Krasso | Épinal (4)/Saint-Étienne (0) |
| 4   |        |  | Kylian Mbappé        | Paris Saint-Germain          |
| 4   | 3      |  | M'Baye Niang         | Rennes                       |
| 3   | 1      |  | Houssem Aouar        | Olympique Lione              |
| 3   |        |  | Rayan Cherki         | Olympique Lione              |
| 3   |        |  | Stephy Mavididi      | Digione                      |
| 3   |        |  | Dimitri Payet        | Olympique Marsiglia          |
| 3   |        |  | Loïc Rémy            | Lilla                        |
| 3   |        |  | Martin Terrier       | Olympique Lione              |
| 3   |        |  | Kévin Zohi           | Strasburgo                   |